# Hakka
Hakka, narod iz grupe kineskih naroda, sinotibetske porodice, naseljen u Kini u preko 200 gradova poglavito na istoku i sjeveroistoku Guangdonga, nadalje u Fujianu, Jiangxiu, Guangxiu, Hunanu i Sichuanu, i van Kine u Bruneju, Francuska Gijana, Francuska Polinezija, Indonezija (Java i Bali), Malzija (poluotok), Mauricijus, Novi Zeland, Panama, Singapur, JAR, Surinam, Tajvan, Tajland, UK, SAD. Hakke broje preko 30,000,000 duša a mnogi poznati  'Kinezi'  bili su upravo Hakke: Deng Xiaoping, Lee Kwan Yew i famozni Hong Xiuquan, čuven po svom snu  'da je brat Isusa Krista' .
Za Hakke postoje spekulacije da su prvi kineski narod koji je pristigao u Kinu, ali i da su tek potomci plemena Xiongnu. Prodorom divljih mongloskih hordi u Kinu, mnogi Hakke bježe u 13. stoljeću na jug.
Kod Hakka postoji običaj da kad se u njihovu sredinu uda neka ne-Hakka žena od nje se zahtijeva da nauči hakka-jezik. U prošlosti je vladao i običaj da su majke često ubijale žensku novorođenčad ili ih prodavali u roblje. Hakke za razliku od pravih Han Kineza nisu poznavali ni običaje footbindinga.

## Vanjske poveznice
- Hakka - An Important Element of Chinese Culture
- The Hakka People  Arhivirana inačica izvorne stranice od 9. rujna 2019. (Wayback Machine)
- Chinese, Hakka